# Rahir
Rahir är en udde i Antarktis. Den ligger i Västantarktis. Argentina, Chile och Storbritannien gör anspråk på området.
Terrängen inåt land är huvudsakligen kuperad, men åt sydväst är den bergig. Havet är nära Rahir åt nordost. Trakten är obefolkad. Det finns inga samhällen i närheten. 